# العجين والديناميت (فلم 1914)
العجين والديناميت (بالإنجليزية: Dough and Dynamite)، يعرف أيضا بأسم (تشارلي الخباز)، وهو فيلم كوميدي أمريكي صامت من عام 1914 بطولة تشارلي تشابلن، تم إنتاجه في استوديوهات كيستون.

#### الحبكة
تدور القصة حول تشارلي تشابلن وشيستر كونكلين، اللذين يعملان كنادلين في مطعم. تشارلي يكون غير كفء بشكل خاص، وتصرفاته الكوميدية المهملة تغضب الزبائن. يضرب عمال المخبز في المطعم للمطالبة بزيادة الأجور، لكنهم يُطردون من قبل صاحب المطعم غير المتعاطف. يتم تكليف تشارلي بالعمل في المخبز، ولكن عدم كفاءته يثير استياء رئيسه وزميله في العمل شيستر كونكلين. في الوقت نفسه، يقوم العمال الغاضبون بتهريب رغيف خبز يحتوي على عصا ديناميت إلى المخبز. وأثناء فوضى تشمل تشارلي وشيستر وصاحب العمل، ينفجر الديناميت بشكل درامي. في نهاية الفيلم، يخرج تشارلي مترنحًا من كومة من العجين اللزج.